# Велетьма (приток Оки)
Веле́тьма — река в Нижегородской области России. Устье реки находится в 206 км по правому берегу реки Оки. Длина реки — 99 км, площадь водосборного бассейна — 685 км².
Исток реки находится южнее села Чупалейка в 28 км к юго-востоку от г. Выксы. Генеральное направление течения — северо-запад, протекает через сёла Чупалейка, Полдеревка и рабочий посёлок Велетьма, где на реке образовано Велетьминское водохранилище. Ниже река протекает в 10 км к западу от города Кулебаки, через село Саваслейка и посёлок Мыза.
В нижнем течении входит в обширную Приокскую пойму, где на реке стоит город Навашино, село Большое Окулово, деревни Малое Окулово и Волосово. Впадает в старицу Оки ниже города Мурома.
По стоянке Волосово, открытой О. Н. Бадером у самого устья Велетьмы близ деревни Волосово (городской округ Навашинский), получила название неолитическая волосовская культура.

## Притоки
(расстояние от устья)
- 44 км: река Ильмис (лв);
- 60 км: река Толкава (пр)[3].

## Данные водного реестра
По данным государственного водного реестра России относится к Окскому бассейновому округу, водохозяйственный участок реки — Ока от впадения реки Мокша до впадения реки Тёша, речной подбассейн реки — бассейны притоков Оки от Мокши до впадения в Волгу. Речной бассейн реки — Ока.
Код объекта в государственном водном реестре — 09010300112110000030367.